# Warsaw Open 2000
Il Warsaw Open 2000 è stato un torneo di tennis che si è giocato sulla terra rossa. 
Il torneo faceva parte del circuito Tier IV nell'ambito del WTA Tour 2000. 
Si è giocato a Varsavia in Polonia, dall'8 al 14 maggio 2000.

## Campionesse

### Singolare
Henrieta Nagyová ha battuto in finale  Amanda Hopmans con il punteggio di 2–6, 6–4, 7–5

### Doppio
Tathiana Garbin /  Janette Husárová hanno battuto in finale  Iroda Tulyaganova /  Anna Zaporožanova con il punteggio di 6–3, 6–1